# Ministerstwo Pracy i Polityki Socjalnej
Ministerstwo Pracy i Polityki Socjalnej – ministerstwo istniejące pod taką nazwą w latach 1987–1999. Zlikwidowane 10 listopada 1999, jego kompetencje przejęło Ministerstwo Pracy i Polityki Społecznej.

## Lista ministrów od 1944
Kierownik Resortu Pracy, Opieki Społecznej i Zdrowia:
- Bolesław Drobner (PPS) (21 lipca 1944 – 31 grudnia 1944)

Minister pracy, opieki społecznej i zdrowia:
- Wiktor Trojanowski (PPS) (31 grudnia 1944 – 11 kwietnia 1945)

Ministrowie pracy i opieki społecznej:
- Wiktor Trojanowski (PPS) (11 kwietnia 1945 – 28 czerwca 1945)
- Jan Stańczyk (PPS) (28 czerwca 1945 – 18 lipca 1946)
- Adam Kuryłowicz (PPS) (18 lipca 1946 – 5 lutego 1947)
- Kazimierz Rusinek (PPS/PZPR) (6 lutego 1947 – 20 listopada 1952)
- Stanisław Zawadzki (PZPR) (kierownik) (21 listopada 1952 – 23 marca 1956)
- Stanisław Zawadzki (PZPR) (23 marca 1956 – 25 kwietnia 1960)

Przewodniczący Komitetu Pracy i Płac:
- Aleksander Burski (PZPR) (14 czerwca 1960 – 22 grudnia 1968)
- Michał Krukowski (PZPR) (22 grudnia 1968 – 28 marca 1972)

Ministrowie pracy, płac i spraw socjalnych:
- Wincenty Kawalec (PZPR) (29 marca 1972 – 21 listopada 1974)
- Tadeusz Rudolf (PZPR) (21 listopada 1974 – 8 lutego 1979)
- Maria Milczarek (PZPR) (8 lutego 1979 – 21 listopada 1980)
- Janusz Obodowski (PZPR) (21 listopada 1980 – 31 lipca 1981)
- Antoni Rajkiewicz (PZPR) (31 lipca 1981 – 9 października 1982)
- Józef Bury (PZPR) (kierownik) (9 października 1982 – 23 marca 1983)
- Stanisław Ciosek (PZPR) (23 marca 1983 – 30 maja 1984)
- Stanisław Gębala (PZPR) (30 maja 1984 – 16 kwietnia 1987)
- Janusz Pawłowski (PZPR) (16 kwietnia 1987 – 24 października 1987)

Ministrowie pracy i polityki socjalnej:
- Janusz Pawłowski (PZPR) (24 października 1987 – 11 lutego 1988)
- Ireneusz Sekuła (PZPR) (11 lutego 1988 – 19 września 1988)
- Jerzy Szreter (PZPR) (kierownik) (17 października 1988 – 23 marca 1989)
- Michał Czarski (PZPR) (23 marca 1989 – 1 sierpnia 1989)
- Jacek Kuroń (NSZZ „Solidarność”) (12 września 1989 – 14 grudnia 1990)
- Michał Boni (KLD) (12 stycznia 1991 – 5 grudnia 1991)
- Jerzy Kropiwnicki (ZChN) (23 grudnia 1991 – 5 czerwca 1992)
- Jacek Kuroń (UD) (11 lipca 1992 – 26 października 1993)
- Leszek Miller (SdRP) (26 października 1993 – 7 lutego 1996)
- Andrzej Bączkowski (bezpartyjny) (7 lutego 1996 – 7 listopada 1996)
- Tadeusz Zieliński (bezpartyjny) (3 stycznia 1997 – 17 października 1997)
- Longin Komołowski (AWS) (31 października 1997 – 19 października 1999)